# Leptotila
Leptotila là một chi chim trong họ Columbidae.